# Recyclage des piles et des batteries

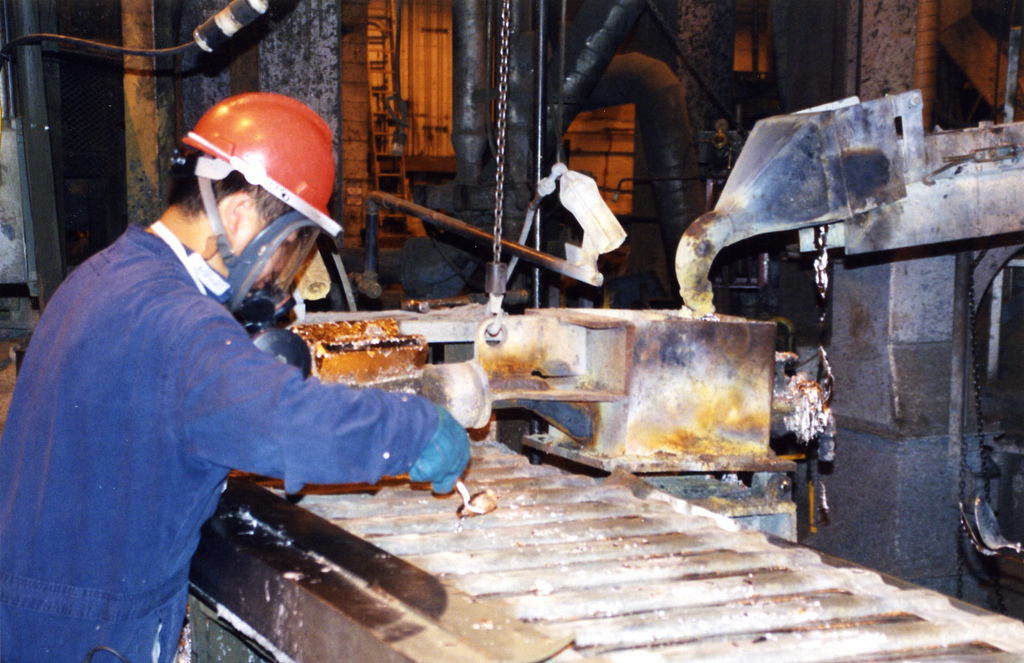
Recyclage du plomb de batteries au plomb.

La collecte et le recyclage des piles et des batteries est l'activité visant à récupérer les métaux stratégiques, toxiques, rares, précieux ou économiquement valorisables présents dans les piles et les batteries, ou d'autres composants des batteries (acides et plastique notamment). Il vise aussi à réduire la quantité de piles et de batteries retrouvée dans les ordures ménagères (en dépit du tri sélectif) quand et là où il existe, et en dépit des interdictions et logos précisant que les piles et batteries ne doivent pas être jetées avec les ordures ménagères, car sources d'accumulation (évitables) de métaux lourds et d'autres produits chimiques qui contaminent les sols, polluent l'eau et l'air.
Le recyclage des piles et batteries est une activité très polluante, et dangereuse pour la santé et l'environnement si elle n'est pas pratiquée de manière conforme aux bonnes pratiques du recyclage (des métaux non ferreux et des acides en particulier). L'essor des véhicules électriques et hybrides augmente fortement le volume de batteries mises sur le marché, renforçant les enjeux environnementaux de gestion en fin de vie de ces batteries. 
Jusqu'en 2009 les quantités recyclées étaient faibles. Elles étaient collectées par divers opérateurs pour être recyclées, mais sans garantie de traçabilité (ces batteries pouvaient être broyées au même titre que des batteries au plomb) ni de recyclage ou valorisation de toutes les matières (polluantes ou non). À l’instar des manufacturiers pneumatiques, les constructeurs automobiles se sont groupés pour créer une filière identifiée, traçable et sûre pour le recyclage des batteries de leurs véhicules ; avec des industriels du recyclage et de la récupération, ils affirment pouvoir garantir la traçabilité, de la collecte à l’émission du certificat de recyclage. En théorie, certains matériaux (cobalt, lithium, cuivre…) ont, ensemble, une valeur telle que leur récupération assure la rentabilité économique de la filière naissante du recyclage. Les tonnages de piles et batteries recyclées chaque année augmentent, mais d'importants progrès restent à faire. Par exemple, en France, en 2023, 349 milliers de tonnes de piles et batteries ont été mises sur le marché, mais seules 203 milliers de tonnes (soit 54,6 %) ont été collectées pour être recyclées. 

## Types

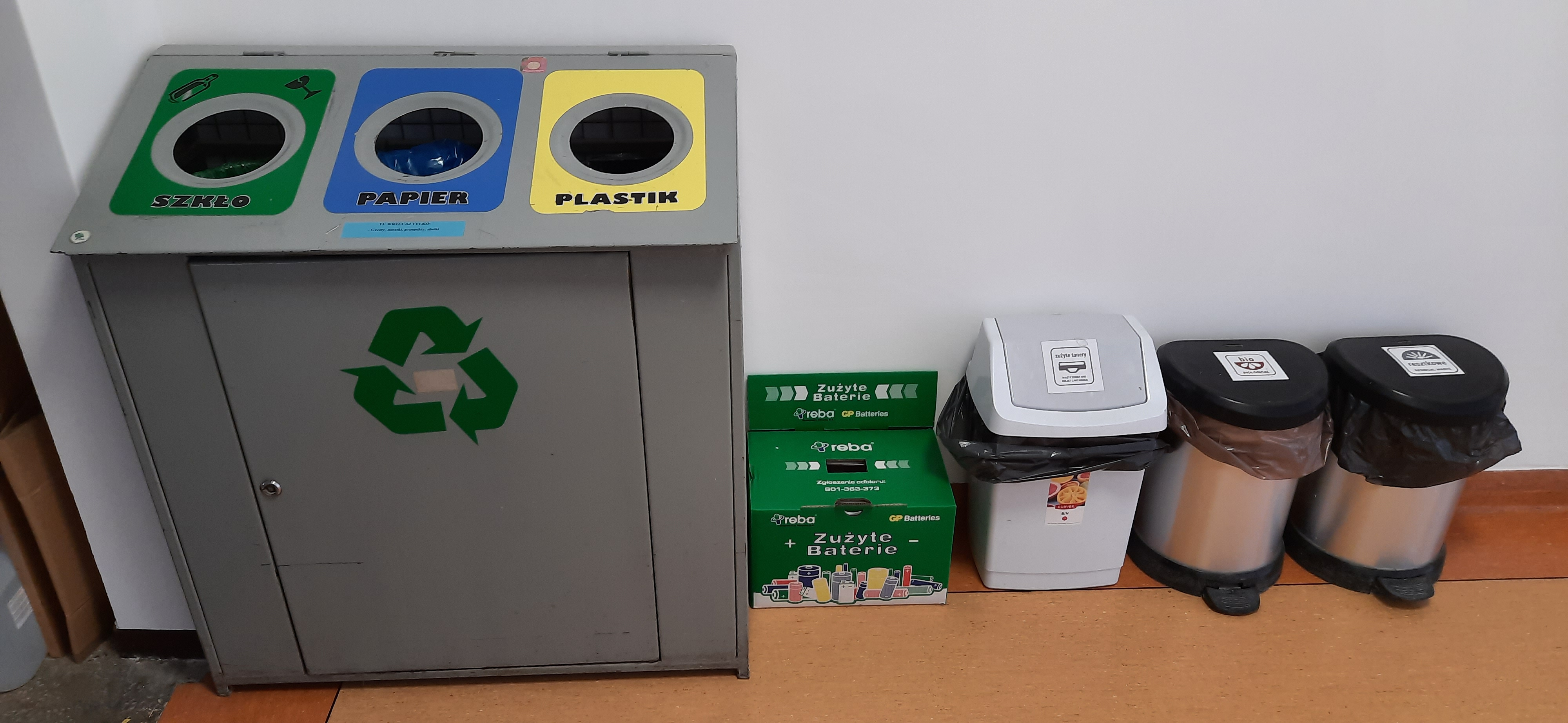
Point de recyclage à l'École polytechnique de Gdańsk.

Théoriquement, tout type de piles (alcalines, salines, etc.), et d'accumulateurs de types nickel-cadmium (Ni-Cd), nickel-hydrure métallique (Ni-MH), lithium-ion (Li-ion) et nickel–zinc (Ni-Zn) peut et doit être recyclés, selon la législation de la plupart des pays, mais certaines le sont plus que d'autres.
Ainsi, aux États-Unis, les batteries au plomb ne sont recyclées qu'à près de 90 %,.
Des cas particuliers sont piles et accumulateurs utilisés dans certains équipements militaires, et/ou dans les équipements destinés à être lancés dans l’espace (cadrés en France par les articles R.543-124 à R.543-134 du Code de l'environnement.

### Batteries au plomb

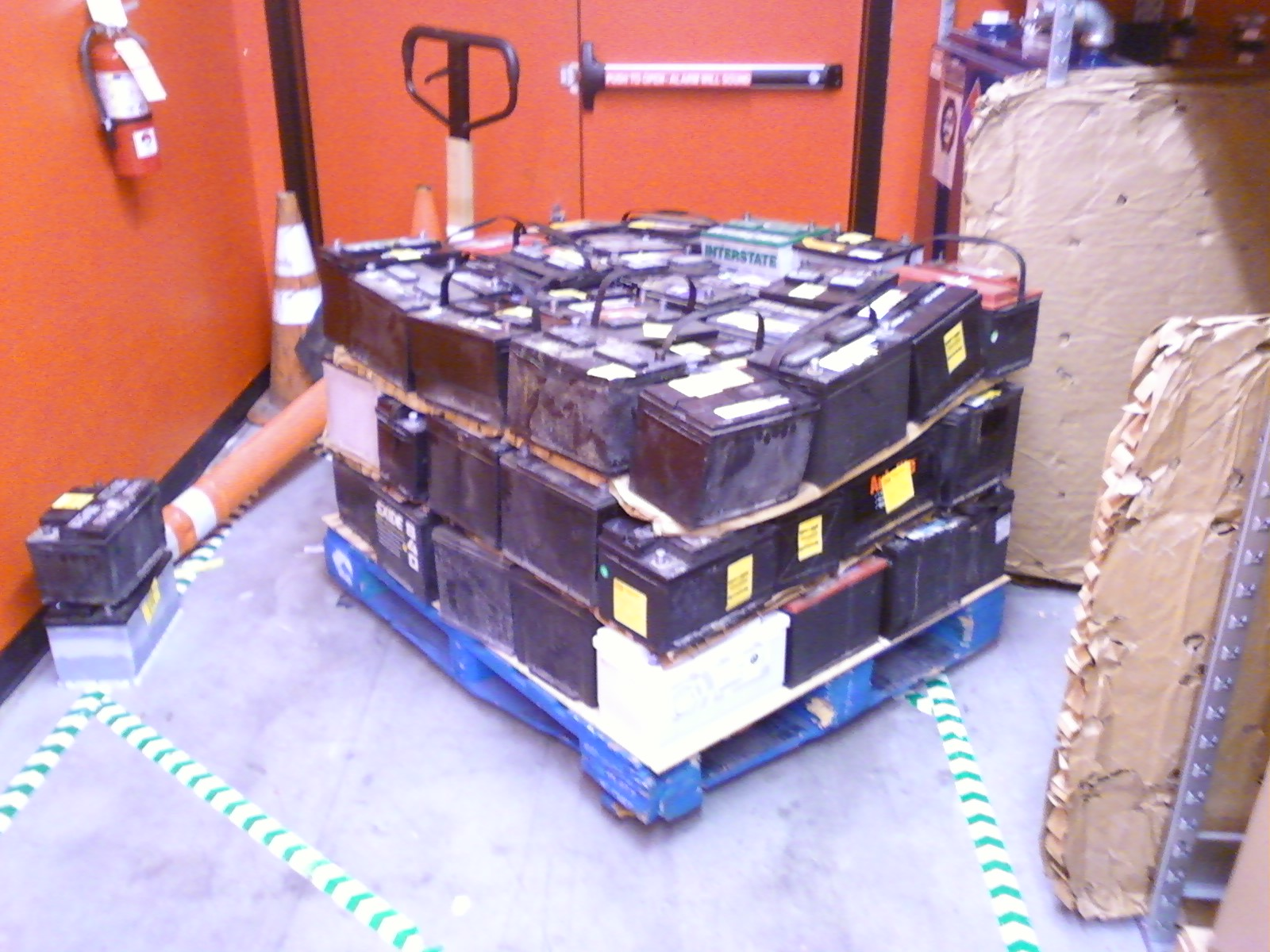
Batteries au plomb récupérées par un garagiste et destinées au recyclage.

Ce type recoupe, entre autres, les batteries de voiture, de cart de golf, les batteries nomades[Quoi ?], les VRLA battery (en), les batteries de motocyclettes ainsi que certaines batteries commerciales.
On recycle ces dernières en les découpant, en neutralisant l'acide et en séparant les polymères du plomb. Le matériau ainsi récupéré est recyclé de plusieurs manières, dont la reconstruction de nouvelles batteries.
Plusieurs villes offrent un service de recyclage des batteries au plomb. Dans certains États américains et certaines provinces canadiennes, les batteries au plomb sont consignées.

### Piles oxyde d'argent-zinc
Principalement utilisées dans les montres, les jouets et certains équipements médicaux, les piles oxyde d'argent-zinc contiennent une petite quantité de mercure.

### Batteries lithium-ion

Logo Recyclage des batteries Li-ion.

Le nombre de ces batteries a fortement augmenté depuis les années 2000. Et il devrait encore exponentiellement augmenter en raison du choix du véhicule électrique motivé par des raisons climatiques, et aussi parce que ces batteries sont aussi utilisées pour stocker de l'électricité d'origine renouvelable (solaire, éolienne...). Le lithium risque donc de devenir couteux, environnementalement problématique, et même de manquer pour produire les millions de batteries nécessaires à la décarbonation des transports. Selon Wen Xuan (2022), dans le contexte d'une nouvelle « course au lithium », son recyclage dans une perspective d'économie circulaire doit permettre de réduire la dépendance géopolitique des États et entreprises aux matériaux critiques ; stabiliser les prix en limitant le déséquilibre entre l’offre et la demande ; limiter la pollution et les risques d'incendies/explosions liés aux batteries lithium-ion usagées ; tout en étant source d'emplois locaux.
Dans les années 2000-2010, en raison des principes pollueur payeur, de l'évolution de la législation et de responsabilité élargie du producteur, les producteurs doivent s'organiser pour permettre une seconde vie des batteries et se préparer à recycler ou faire recycler leurs batteries en fin de vie, mais selon Giosue et al. (2021), il faut encore progresser sur l'identification de ces batteries et sur une règlementation spécifique au batteries lithium-ion.
Côté batteries usagées, on distingue :
- les petits modèles, issus d'usage nomades, et qui sont souvent perdus, ou illégalement jetées ou abandonnées dans l'objet qu'elles alimentaient (ordinateurs portables, smartphones, tablettes, caméras et appareils photo, montres connectées, bracelets d'activité, clés de voiture, calculatrices, appareils auditifs, thermomètres électroniques, jouets animés ou sonorisés, horloges murales, télécommandes, gadgets, etc.) ;
- les batteries issues de véhicules électriques ou du stockage domestique d'électricité, dont les caractéristiques diffèrent. Les composants des batteries de voitures sont :
  - l'enveloppe extérieure (~25 %), en acier ou en plastique le plus souvent ;
  - l'électrode positive (~27 %), en oxydes de lithium, comme le LiCoO2, NMC (Lithium Nickel Manganese Cobalt Oxide), LiMn2O4, LiNiO2 ou LiFePO4. Le choix du matériau dépend des performances recherchées (densité d'énergie, puissance, coût, etc.) ;
  - l'électrode négative (~17 %), souvent en graphite ou en Li4Ti5O12 ;
  - des feuilles de cuivre et d'aluminium (~13 %) ;
  - l'électrolyte (~10 %), liquide ou gel composé d'un sel de lithium (LiPF6, LiBF4, LiClO4, LiSO2) dissous dans un solvant organique (carbonate de propylène, carbonate d'éthylène, diméthylsulfoxyde) ;
  - un séparateur poreux (~4 %), souvent, il s'agit de polypropylène microporeux) ;
  - le liant (~4 %), constitué d'un polymère tel que le polyfluorure de vinylidène, qui assure la cohésion des matériaux actifs sur les électrodes).

Ces batteries n'ont pas été écoconçues pour être facilement recyclées, et la miniaturisation constante d'une partie des batteries rend leur démontage et traitement plus complexe en fin de vie.
Deux grands procédés de récupération du lithium de ces batteries sont l'hydrométallurgie (qui nécessite une phase de dissolution/lixiviation dans un acide puissant), permettant en fin d'opération de récupérer une solution de lithium qui pourra par exemple être précipitée en carbonate de lithium (qui, après calcination à 900 °C pendant une heure produira des oxydes métalliques mixtes), la pyrométallurgie ou une combinaison de ces deux techniques. Mais, dans tous les cas, la nature de ces batteries rend leur recyclage complexe, dangereux et couteux ; en effet, elles sont composées d'un mélange complexe de matériaux, dont certains sont hautement réactifs (lithium) ou toxiques (cobalt), ce qui rend la séparation et la récupération de chaque composant bien plus délicate qu'avec les batteries au plomb,. 
En fin de vie et dans l'usine de recyclage, ces batteries doivent être stockées et manipulées avec précaution ; en effet, des batteries zombies sont la cause d'un nombre croissant d'incendies en déchetteries (ex. : en France, Veolia relève une hausse de 38 % de ces feux depuis 2017. Selon l'ONG « Environmental Services Association », elles ont causé 250 incendies environ dans les installations traitant des déchets au Royaume-Uni d'avril 2019 à mars 2020 . Andreas Schwenter, président de la confédération allemande des recycleurs d’acier ou Bundesvereinigung Deutscher Stahlrecycling-und Entsorgungsunternehmen e. V. (BDSV), affirma en 2019 qu’il y a au moins un incendie par semaine, dont 80 à 90 % causés par des batteries Li-ion endommagées.
À la fin des années 2010, selon l'Académie chinoise des sciences (2017) le lithium des batteries usagées était encore, en pratique, « perdu », faute de procédés de récupération compétitif face à la production minière. Des partenariats se nouent cependant entre constructeurs et recycleurs pour recycler les batteries lithium-ion des voitures électriques et hybrides. En 2018, Audi et Umicore, en prototypage de laboratoire réussissent à récupérer plus de 95 % du cobalt, du nickel et du cuivre de batteries lithium-ion usagées, réutilisables pour fabriquer des batteries neuves. Ils construisent un scénario théorique de réutilisation à l’infini de ces matériaux stratégiques, qui pourraient être mis à disposition sous la forme d’une banque de matières premières.
En mai 2022, la société norvégienne Hydrovolt, créée par Hydro et Northvolt, inaugure son usine de recyclage de batteries, capable de traiter 12 000 tonnes de batteries par an, soit environ 25000 batteries de voitures électriques. Elle affirme pouvoir récupérer 95 % des matériaux utilisés dans ces batteries. Parmi les matières qu’il est possible de recycler, Hydrovolt traite le plastique, le cuivre, l’aluminium et la masse noire (poudre issue du concassage des anodes et cathodes des batteries lithium-ion, contenant du nickel, du manganèse, du cobalt et du lithium) ; elle en extrait des sels de ces métaux, qui pourront ensuite servir à fabriquer ses futures batteries. Northvolt espère ainsi parvenir en 2030 à produire des batteries composées à 50 % de matériaux recyclés.
En octobre 2022, Orano investit 20 millions supplémentaires dans son centre de R&D de Haute-Vienne pour lancer un démonstrateur de faisabilité du procédé d'hydrométallurgie pour la récupération des matériaux d'intérêt, avec un objectif de recyclage de 95 %. Ce pilote précèdera la construction d'une usine, vers 2025-2026.
En 2023, (13 février), le gouvernement français annonce soutenir (à hauteur de 30 millions €) deux programmes industriels de recyclage, dans le cadre du plan d'investissement France 2030, à l'issue d'un appel à projets « Recyclage, Recyclabilité et Réincorporation des matériaux », lancé en octobre 2021. Le premier projet, porté par Veolia et le groupe belge Solvay, prévoit un démonstrateur en cours de réalisation à Amnéville (Moselle), puis une première unité de traitement de batteries d'un volume de 10 000 tonnes par an en 2023, et vise une capacité de 30 000 tonnes par an en 2028. Le deuxième projet réunit deux « jeunes pousses » : Verkor et Mecaware, start-up lyonnaise versée de recyclage des batteries. Il consiste à récupérer et à recycler sur place les rebuts de la production de l'usine de batteries électriques que Verkor doit ouvrir à Dunkerque en 2025 ; la première unité de traitement des rebuts aurait une capacité de 6 000 à 8 000 tonnes par an. Par ailleurs, le groupe minier Eramet annonce l'ouverture, pour l'été 2023, à Trappes, d'une usine-pilote de recyclage de batteries de voitures électriques qui devraient être collectées par Suez.
En 2024, des chercheurs allemands de neuf institutions et entreprises s’associent, en mars, dans un projet (DiLiRec) de recyclage des batteries LFP. Selon Sebastian Hippmann, impliqué dans le recyclage et les batteries vertes de Fraunhofer, la chimie LFP présenterait davantage de facilité de recyclage que d’autres compositions telles que NCM et NCA.

## Risques

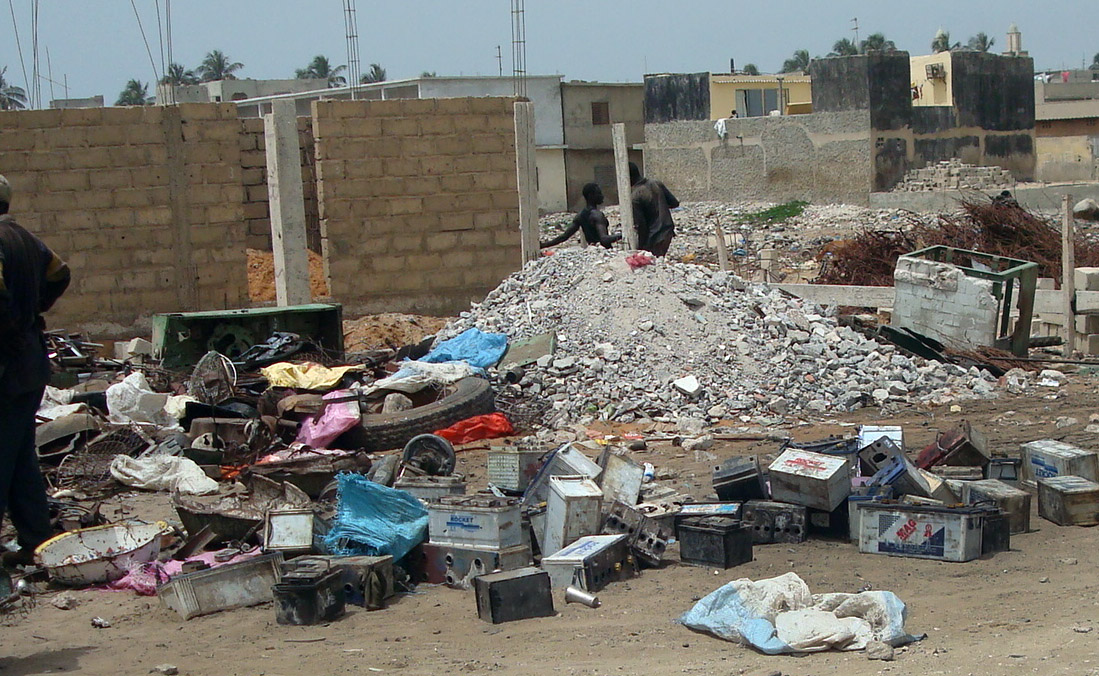
Gravats et Batteries éparpillées au sol à Dakar (Thiaroye), au Sénégal, où au moins 18 enfants sont morts de saturnisme en 2008.

Toutes les batteries contiennent des produits toxiques ou dangereux.
Leur recyclage artisanal est une source grave de danger pour l'environnement et la santé, notamment quand il est pratiqué par des procédés de démantèlement et de fusion en plein air. Il est — plus encore que le recyclage industriel — en particulier cause de saturnisme, maladie qui a beaucoup diminué pour sa part qui était due au plomb dans l'essence, mais qui reste une des pathologies de la pauvreté et de l'exclusion,.
À titre d'exemple, en France, dans l'île de La Réunion, un dépistage de routine par l’institut de veille sanitaire a mis en évidence un cas de saturnisme infantile grave en 2008–2009 dans un quartier pauvre de la commune du Port, alors que le saturnisme avait jusqu'alors été exceptionnel à la Réunion (10 cas environ, chez des adultes dans les années 1980, à la suite de l'utilisation de mortiers contenant du plomb pour préparer des aliments. Un nouveau dépistage a ciblé le voisinage et des analyses de sol ont été faites près du domicile de l'enfant et une enquête environnementale a été étendue au quartier, avec une sensibilisation des familles résidentes (287 personnes vivant dans 87 foyers) encourageant les parents à faire dépister les enfants de moins de six ans et les femmes enceintes. Les analyses ont montré que le sol était pollué en surface dans tout le quartier (jusqu'à 5 200 mg/kg, soit plus de 300 fois le bruit de fond pédogéochimique de l'île. 76 nouveaux cas de saturnisme plombémie dépassant 100 μg/L ont été mis en évidence par le dépistage (pour 148 personnes prélevées (soit 51 %). Toutes les victimes avaient moins de 15 ans (âge médian = 5,6 ans). La médiane des plombémies était de 196 μg/L (102–392 μg/L). Cette pollution et le problème sanitaire induit ont été attribués au recyclage sauvage dans le quartier de batteries de véhicules ou à d'autres activités diffuses de récupération de métaux.

## Filière automobile électrique et hybride

### Enjeu environnemental et sécurité des personnes
Les batteries de puissance qui équipent notamment les véhicules électriques et hybrides sont étudiées pour répondre à des normes de sécurité. Tant qu’elles sont dans leur emplacement prévu, c’est-à-dire dans le véhicule, et tant que ce véhicule n'est pas accidenté ou en fin de vie, il n’y a selon les fabricants aucun danger ni risques. Cependant extraire ces batteries de leur logement (pour échange standard, pour recyclage ou en fin de vie du véhicule) peut s’avérer dangereux à différents niveaux :

- Au niveau environnemental : Toute batterie contient des électrolytes et des métaux lourds qui, s’ils ne sont pas entièrement et proprement récupérés sont susceptibles de polluer ; ce pourquoi elles doivent être collectées pour être recyclées.

- Pour l’humain : Certains types de véhicules électriques ou hybrides possèdent des batteries dont la tension est élevée, les rendant dangereuses. Mêmes déchargées et non utilisées pendant plusieurs mois, elles peuvent toujours présenter une tension suffisante pour électrocuter une personne qui les manipulerait sans équipement de protection.

### La règlementation européenne
La Directive Batterie 2006/66/CE spécifie dans son considérant 28 que « En matière de responsabilité, les producteurs de piles et d'accumulateurs et les producteurs d'autres produits dans lesquels sont incorporés une pile ou un accumulateur sont responsables de la gestion des déchets de piles et d'accumulateurs qu'ils mettent sur le marché ». »

 Ce principe de Responsabilité Elargie du Producteur (REP) signifie que si un fabricant souhaite mettre sur le marché un produit manufacturé, il doit s’assurer qu’il existe ou doit mettre en place individuellement, un système de collecte en vue de recycler ce produit, qui en fin de vie, deviendra un déchet dangereux et un déchet toxique.
En pratique, un constructeur automobile souhaitant commercialiser un véhicule électrique ou hybride en Europe doit s’assurer qu'il existe une filière de collecte et de recyclage de batteries de nouvelle génération sur le territoire de commercialisation.
Elles sont considérées comme étant des batteries industrielles au sens du code de l’environnement – Article R543-125 5° : « Est considéré comme pile ou accumulateur industriel toute pile ou accumulateur conçu à des fins exclusivement industrielles ou professionnelles ou utilisé dans tout type de véhicule électrique ; »
Une nouvelle directive « batteries », dont une première version a été publiée en 2020, est en négociation avec l'industrie. Elle s'intéresse à tout le cycle de vie d'une batterie. Le texte prévoit de porter le rendement du recyclage à 65 % dès 2025 et jusqu'à 70 % en 2030. Il prévoit des taux précis pour chaque métal, en particulier pour le lithium, pour lequel l'Europe redoute une pénurie, qui devra être recyclé à 35 % puis 70 %, mais aussi le cuivre, et surtout le nickel et le cobalt, deux métaux que l'Europe ne possède pas dans son sous-sol et qu'elle prévoit de recycler à 90 % d'ici à quatre ans. Le texte exige que ces matériaux recyclés soient progressivement incorporés dans les batteries, qui devront incorporer 4 % de lithium recyclé dès 2030 pour monter à 10 % en 2035.
Le 9 décembre 2022, le Parlement et le Conseil (représentant les États membres) européens ont trouvé un accord final sur la directive européenne sur les batteries durables. Les fabricants devront déclarer l'empreinte carbone totale de chaque batterie mise sur le marché européen, dès 2024 pour les batteries des voitures électriques. 73 % des batteries de téléphones ou d'ordinateurs, devront être collectées d'ici à 2030, et 61 % pour celles des vélos, scooters et trottinettes électriques, d'ici à 2031. D'ici à 2027, au moins 90 % du cobalt et du nickel des batteries ainsi que 50 % du lithium (puis 80 % en 2031) devront être recyclés. Les batteries des véhicules électriques devront incorporer 16 % de cobalt, 6 % de lithium et de nickel recyclés après 2031.

### Efficacité recyclage
La Directive 2006/66/CE du Parlement Européen et du Conseil du 6 septembre 2006 relative aux piles et accumulateurs ainsi qu'aux déchets de piles et d'accumulateurs (et abrogeant la directive 91/157/CEE) définit dans son annexe III (Partie B) les « rendements minimaux de recyclage » :
« 3. Les processus de recyclage atteignent les rendements minimaux de recyclage suivants :

a) un recyclage d'au moins 65 % du poids moyen des piles et des accumulateurs plomb-acide, y compris un recyclage du contenu en plomb qui soit techniquement le plus complet possible tout en évitant les coûts excessifs;

b) un recyclage de 75 % du poids moyen des piles et des accumulateurs nickel-cadmium, y compris un recyclage du contenu en cadmium qui soit techniquement le plus complet possible tout en évitant les coûts excessifs ; et

c) un recyclage d'au moins 50 % du poids moyen des autres déchets de piles et d'accumulateurs. »
Les batteries des véhicules hybrides et électriques de nouvelle génération qui équipent notamment la Toyota Prius, la BMW i3 sont des batteries Nickel-Métal-Hydrure ou Lithium-Ion. Ces types de batteries entrent dans la catégorie « autres déchets de piles et d'accumulateurs » de la Directive 2006/66/CE.

### Projets d'usines de recyclage
En 2010, après deux ans de test réalisés avec des ingénieurs venus du Japon, Toyota France a choisi la SNAM pour assurer la collecte, le recyclage et la traçabilité des batteries en fin de vie dans toute l'Europe. D’autres constructeurs (Peugeot, Citroën, Honda, Volkswagen, Audi, Seat, Skoda, BMW) ont rejoint cette filière SNAM qui est ainsi devenue la première filière européenne pour la collecte, la traçabilité et le recyclage de batteries industrielles issues des véhicules hybrides et électriques.
En 2019, Volkswagen annonce en février 2019 la construction d’une usine pilote de recyclage de batteries à Salzgitter, en Allemagne, avec l'objectif à terme de recycler 97 % de toutes les matières premières ; dans une première étape, l'ouverture en 2020 de l'usine de Salzgitter, avec une capacité initiale de traitement de 3000 batteries par an, permettra de porter le pourcentage de réemploi des composants d’un véhicule électrique de 53 % à 72 %.
En 2022, la Société nouvelle d'affinage des métaux (SNAM), leader européen du recyclage des métaux des batteries usagées, investit 20 millions d'euros dans une usine d'accumulateurs fabriqués avec les composants des batteries usées à Decazeville (Aveyron). Cette nouvelle batterie au lithium contient 80 % de matériaux recyclés et 20 % de neufs, a une durée de vie de 10 ans et est vendue 20 à 50 % moins cher qu'une batterie au lithium neuve, pour des applications stationnaires : énergies renouvelables, réseaux électriques et grandes entreprises.
En 2023 :
- Le groupe minier Eramet et le spécialiste des déchets Suez choisissent Dunkerque pour implanter un complexe de recyclage de batteries de voitures électriques, qui devrait entrer service en 2027. Ce complexe sera composé de deux usines, la première chargée de démanteler les batteries, de les concasser et de les transformer en « black mass », poudre noire contenant les différents métaux composant les cellules. La deuxième usine, dite « aval », aura pour mission de séparer les différents métaux par des procédés d'hydrométallurgie développés par Eramet. La capacité du complexe équivaudra à 200 000 batteries de voitures électriques par an. Eramet et Suez estiment « possible d'atteindre, voire de dépasser, les exigences de la future réglementation européenne en termes de recyclage », en particulier pour le lithium (taux de récupération de 80 %). Ils ont bénéficié d'une subvention de 70 millions d'euros de l'Union européenne et de 10 millions d'euros de Bpifrance[40].
- En octobre, le constructeur automobile Stellantis et le groupe français Orano signent un protocole d'accord (non engageant) pour créer une coentreprise et une usine (annoncée pour 2026) spécialisée dans le recyclage de batteries lithium-ion de véhicules électriques, et dans le traitement et recyclage des rebuts de fabrication des gigafactories (L'usine devait aussi produire de quoi produire des cathodes à partir de matériaux recyclés, et produire également de la "masse noire" ou de la "masse active" à partir des métaux contenus dans les batteries usagées ou dans les ratés de fabrication, matériau qui aurait ensuite été raffinée par Orano pour être "réutilisé dans de nouvelles batteries, dans une approche d'économie circulaire). Mais le projet a été abandonné, sans explications, en septembre 2024[41],[42].

En 2024 :
- la jeune pousse française Battri prévoit d'installer la première usine de recyclage de lithium-ion à grande échelle dans les Hauts-de-France, à Saint-Laurent Blangy, dans la banlieue d'Arras. Elle constitue un dossier afin d'obtenir la certification « Seveso seuil haut », indispensable pour son entrée en service à la fin de l'année 2024. Elle a réalisé une levée de fonds de 10 millions d'euros et prévoit une capacité de traitement initiale de 15 000 tonnes, portée ensuite à 30 000 tonnes. Elle est spécialisée dans le prétraitement des batteries et la production de la « black mass »[43].
- le 2 juillet 2024, Hydrovolt, coentreprise du géant norvégien de l'aluminium Norsk Hydro et du fabricant suédois de batteries Northvolt, annonce un projet d'unité de recyclage de batteries lithium-ion à Hordain dans le nord de la France, près de Valenciennes ; ce sera la troisième usine de recyclage de batteries de la région après celles de de Suez et d'Eramet annoncées en 2023. Hydrovolt, créé en 2022, exploite la plus grande usine du genre en Europe à Fredrikstad, dans le sud-est de la Norvège, qui traite près de 12 000 tonnes de batteries lithium-ion par an[44].

### Procédés de recyclage thermiques
Les derniers investissements réalisés par la SNAM ont permis l’optimisation des procédés de récupération des éléments à forte valeur ajoutée dans les batteries.
Cela a donné naissance à « Prométhée » (Procédé de Recyclage Optimisé MEcanique Thermique Hydrométallurgique d'Éléments Électriques), un procédé combinant les principales technologies nécessaires au recyclage, à un coût maîtrisé.
Les procédés mécaniques (broyeurs, densitomètres, séparateurs magnétiques) assurent le broyage et le tamisage en particules plus ou moins fines, avec séparation des métaux.
Les procédés thermiques (fours à pyrolyse, distillation et fusion) détruisent les matières organiques, avec captation des polluants contenus dans les cellules, tout en séparant les métaux en fonction de leur température de fusion. Les lingots sont ensuite expédiés en fonderie.
L’hydrométallurgie en étape finale permet de récupérer, purifier les fractions les plus fines et pour partie les plus recherchées comme le cobalt, le lithium ou les terres rares.

### Procédés de recyclage mécaniques
Alors que la plupart des industriels spécialisés dans cette activité de recyclage utilisaient jusqu’à présent une méthode au cours de laquelle les cellules, pour être démantelées, sont portées à haute température (500 °C) dans des fours à pyrolyse, chauffés au gaz, procédé énergivore et émetteur d’une quantité non négligeable de CO2, la société allemande Duesenfeld utilise un procédé « à froid » : les cellules sont déchiquetées mécaniquement sous une atmosphère inerte d’azote afin d'éviter tout incendie ou explosion, puis la pression est réduite pour que l’électrolyte s’évapore ; il est récupéré et purifié par condensation, ce qui permet de l’utiliser dans de nouvelles batteries. Les métaux constituants des électrodes, comme le cobalt, le nickel, le manganèse, l’aluminium ou le lithium, une fois débarrassés de l’électrolyte, peuvent être facilement triés par des procédés classiques tels que la séparation magnétique ou gravimétrique et peuvent être réutilisés pour fabriquer de nouvelles cellules. Par rapport à la technologie conventionnelle par pyrolyse, cette technologie consomme 70 % d'énergie en moins, réduit l'empreinte carbone de 40 %, permet de réutiliser les métaux et l’électrolyte récupérés au lieu de nouveaux matériaux extraits dans des mines, pour fabriquer des batteries neuves en évitant l’émission de 3 tonnes de CO2 par tonne de batterie, évite les composés fluorés toxiques qui se forment dans les fumées du procédé classique par combustion et pyrolyse et permet de valoriser dans de nouvelles batteries jusqu’à 85 % du contenu des anciens accumulateurs.

### Pistes d’amélioration du recyclage des batteries

#### Réemploi
Le réemploi consiste à offrir une seconde vie aux batteries n'ayant plus des performances jugées suffisantes pour leurs premiers usages. D’un point de vue environnemental, le réemploi des batteries est à privilégier par rapport au recyclage puisque cette stratégie de gestion de la fin de vie permet de prolonger la durée de vie des produits et donc d’augmenter l’efficacité d’utilisation des ressources.
Cette stratégie a également un intérêt économique. D’abord, elle répond à un enjeu de souveraineté économique en permettant d’économiser des ressources minières critiques importées (lithium, cobalt, nickel, etc). Ensuite, les revenus générées par la vente des batteries en fin de vie peuvent permettre aux constructeurs automobiles de réduire le prix de ventes de leurs véhicules. Le réemploi des batteries permet donc de faciliter l’accès à la mobilité électrique au plus grand nombre. Finalement, cette stratégie peut se déployer au niveau local ce qui permet d’assurer la création d’emplois non délocalisables.
Dans un rapport de 2020, l’Agence de l'environnement et de la maîtrise de l'énergie indique que 549 véhicules électriques ont atteint la « fin de vie » au cours de l’année 2018, ce qui représente 0,0005 % des véhicules en fin de vie sur cette même année. Les premières centaines de batteries disponibles pour une seconde vie sont exploitées dans différents projets pilotes impliquant des acteurs industriels et académiques.
Les premières conclusions des projets pilotes montrent que l’usage en seconde vie et le degré de collaboration des entreprises impliquées dans le projet impactent significativement l’intérêt économique de ce marché. Les applications stationnaires de stockage d’énergie ont été largement privilégiées dans ces projets. Néanmoins quelques projets à plus petite échelle ont également testé l’utilisation de batteries de seconde vie dans des applications mobiles comme des bateaux électriques ou des robots chargeurs de véhicules électriques, Les résultats de ces projets pilotes semblent avoir permis de lever les incertitudes économiques sur la réutilisation des batteries puisque de grands groupes comme Daimler ou Renault ont annoncé la mise en place d’usines dédiées à la seconde vie.
Le réemploi des batteries soulève également des interrogations du point de vue de la faisabilité technique. Trois verrous scientifiques restent encore à lever pour faciliter le déploiement des batteries de seconde vie :
- L’estimation rapide de l’état de santé de la batterie est un prérequis pour l’usage en seconde vie. Sur une batterie neuve, l’état de santé n’a pas besoin d’être évalué à la réception. Tandis que sur une batterie qui a été sollicitée dans une première application et que l’on souhaite réutiliser, l’état de santé est méconnu. Afin de préserver l’intérêt économique de cette batterie de seconde vie, la méthode de caractérisation doit être la plus rapide possible et nécessiter le moins de moyens humains et expérimentaux possibles[54].

- L’évaluation de la durée de vie restante permet d’anticiper la défaillance des batteries surveillées et d’affiner les modèles économiques d’assurance par exemple. Cette information est capitale pour évaluer l’intérêt économique sur le long terme de la batterie de seconde vie par rapport à la neuve.

- Prise en compte des hétérogénéités de vieillissement : Étant donné les coûts prohibitifs du démontage et du réassemblage, les batteries de seconde vie sont généralement réutilisées sans modifications majeures de leurs structures. Or, les éléments vieillis constituant une batterie peuvent être particulièrement hétérogènes en termes d’état de santé. Ces écarts peuvent contraindre l’utilisateur à limiter la sollicitation en fonction des caractéristiques des éléments les moins performants. Pour faciliter l’usage de batteries contenant des éléments hétérogènes, l’équilibrage est communément utilisé. Cette solution vise à homogénéiser l’état de charge des différents éléments, pour permettre leurs utilisations sur l’ensemble de la plage de fonctionnement[55]. La mise en place d’une stratégie d’équilibrage permet dans une certaine mesure d’éviter le processus long et coûteux de caractérisation et tri des cellules.

#### Récupération des métaux à forte valeur ajoutée
Récupérer les métaux permet notamment de diminuer le coût de recyclage des batteries, car la valeur des métaux tels que les terres rares (La, Ce, Nd, Pr), le cobalt, le nickel, le cuivre, l’aluminium, le manganèse compense une partie du coût de collecte et traitement des batteries, permettant dans certaines filières l’autofinancement. La motivation écologique des metteurs sur le marché se double ainsi d'une motivation économique.